# Далекобійники 3: Підкорення Америки
Далекобійники 3: Підкорення Америки — відеогра, що являє собою безперервні автомобільні поїздки, у тому числі і гонки, з елементами економічної стратегії.
Дія гри відбувається в Каліфорнії. За словами розробників у грі змодельоване 20 000 км реальних доріг в масштабу 1:10, тобто в грі є 2000 км автотрас. Також у грі близько 40 великих та малих міст, в тому числі Сан-Франциско та Лос-Анджелес.
Гра розроблялася починаючи з 2001 року, з того моменту, коли вийшли Далекобійники 2.

## Сюжет
На відміну від попередніх ігор серії, дія гри відбувається не у вигаданому російському регіоні, а в реально існуючому куточку США.
У «Підкорення Америки» присутня сюжетна лінія - це ще одна серйозна відмінність. 
Це інтригуюча історія про російський водія, який прибуває до Каліфорнії в пошуках успіху і багатства. На початку гри у Ніка (Миколи Перепелова) є лише скромна пачка готівки на першу вантажівку, невелика транспортна компанія та секретар. Все це влаштував Метью Тірсон — друг головного героя.

## Автопарк
У грі представлені 14 тягачів. На частину з них були отримані ліцензії від виробників 
- Ліцензовані
  - Freightliner Argosy
  - Freightliner Century
  - Freightliner Coronado
  - Freightliner FLD 120 Classic XL
  - Sterling A9500S
  - Western Star 4900EX LowMax
- Неліцензовані
  - Hercules Liberty (Peterbilt 378)
  - Hercules Freedom (Peterbilt 379)
  - Hercules Atlas (Peterbilt 387)
  - Titan Ventura (Kenworth W900L)
  - Titan El Dorado (Kenworth T600)
  - Titan Inyo (Kenworth T800)
  - Titan Alpine (Kenworth T2000)
- Придумані розробниками
  - Guepard

Також отримані ліцензії на деякі автомобілі трафіку (Chevrolet і GMC)

## Переклади гри
| Версія                            | Назва                               | Видавець                                                                     |
| --------------------------------- | ----------------------------------- | ---------------------------------------------------------------------------- |
| Російськомовна                    | Далекобійники 3: Підкорення Америки | 1C                                                                           |
| Англомовна                        | Rig'n'Roll                          | 505 Games/Atari/THQ — Північна Америка Велика Британія — 1C/Focus Multimedia |
| Німецька                          | Rig'n'Roll: Die Truck-Simulation    | Rondomedia                                                                   |
| Двомовна (польська та англійська) | Rig'n'Roll: Tirowiec                | 1C, Cenega                                                                   |

## Системні вимоги

### Мінімальні
Операційна система: Windows 2000/XP/Vista/7 
 
Процесор Intel Pentium IV 2,4 ГГц 
 
1,0 Гб оперативної пам'яті 
 
Відеокарта класу NVIDIA GeForce 5700 або ATI Radeon X800 з 128 Мб відеопам'яті, сумісна з DirectX 9.0 
 
Звукова карта, сумісна з DirectX 9.0 
 
10 Гб вільного місця на жорсткому диску 
 
DirectX 9.0с 
 
Пристрій для читання DVD 
 
Клавіатура і миша

### Рекомендовані
Операційна система Windows 2000/XP/Vista/7 
 
Процесор Intel Core 2 Duo з тактовою частотою 3,0 ГГц 
 
2,0 Гб оперативної пам'яті 
 
Відеокарта, класу NVIDIA GeForce 8800 або Radeon HD 3870 з 256 Мб відеопам'яті і вище, сумісна з DirectX 9.0 
 
Звукова карта, сумісна з DirectX 9.0 
 
10 Гб вільного місця на жорсткому диску 
 
DirectX 9.0с 
 
Пристрій для читання DVD 
 
Клавіатура і миша 
 
Ігрове кермо, педалі

## Критика
Незважаючи на гучні заяви розробників, гра отримала безліч негативних відгуків від користувачів. Зокрема, відзначається явно недостатній на сьогоднішній день рівень графіки, а також безліч дрібних помилок та недоліків. Частково вказані недоліки були усунені випуском патчів (останній на даний день — v3.0.5)